# Deutsche Futsal-Meisterschaft 2017
Die Deutsche Futsal-Meisterschaft 2017 war die zwölfte Auflage der deutschen Meisterschaft im Futsal. Die Endrunde fand in der Zeit vom 18. März bis 30. April 2017 statt. Titelverteidiger waren die Hamburg Panthers. Neuer Meister wurde erstmals der SSV Jahn Regensburg durch einen 7:4-Finalsieg über den VfL 05 Hohenstein-Ernstthal.

## Teilnehmer
Für die Deutsche Futsal-Meisterschaft qualifizierten sich die Meister und Vizemeister der Regionalverbände Nord, Nordost, Südwest und West.
| Platz | Nord              | West                       | Südwest                          | Nordost                     |
| 1     | Hamburg Panthers  | MCH Futsal Club Sennestadt | FC Karbach                       | VfL 05 Hohenstein-Ernstthal |
| 2     | FC Fortis Hamburg | Holzpfosten Schwerte       | SG Meisenheim/Desloch/Jeckenbach | FC Liria Berlin             |

Eine Ausnahme bildete der Regionalverband Süd. Hier qualifizierten sich der SSV Jahn Regensburg als Meister der Regionalliga Süd sowie der SV Pars Neu-Isenburg als Süddeutscher Futsal-Cupsieger.

## Spielplan

### Vorrunde
Gespielt wurde am 18. März 2017. Es traten vier der fünf Vizemeister an.
|                      | Ergebnis |                                  |
| -------------------- | -------- | -------------------------------- |
| Holzpfosten Schwerte | 6:1      | SG Meisenheim/Desloch/Jeckenbach |
| SV Pars Neu-Isenburg | 7:5      | FC Liria Berlin                  |

### Viertelfinale
Gespielt wurde am 25. März 2017.
|                            | Ergebnis |                             |
| -------------------------- | -------- | --------------------------- |
| MCH Futsal Club Sennestadt | 3:4      | VfL 05 Hohenstein-Ernstthal |
| FC Karbach                 | 3:6      | FC Fortis Hamburg           |
| SSV Jahn Regensburg        | 8:1      | Holzpfosten Schwerte        |
| SV Pars Neu-Isenburg       | 00:11    | Hamburg Panthers            |

### Halbfinale
Gespielt wurde am 15. April 2017.
|                             | Ergebnis             |                   |
| --------------------------- | -------------------- | ----------------- |
| VfL 05 Hohenstein-Ernstthal | 5:3                  | FC Fortis Hamburg |
| SSV Jahn Regensburg         | 5:5 n. V. (4:3 i.S.) | Hamburg Panthers  |

### Finale
Gespielt wurde am 30. April 2017 um 17 Uhr. Spielort ist die Stadthalle Zwickau.
|                             | Ergebnis |                     |
| --------------------------- | -------- | ------------------- |
| VfL 05 Hohenstein-Ernstthal | 4:7      | SSV Jahn Regensburg |

## Kritik
Vor dem Finale wurden kritische Stimmen über die Personalpolitik der beiden Finalisten laut. Hohenstein-Ernstthal wäre mit neun ukrainischen Nationalspielern angetreten, Regensburg mit sieben oder acht Brasilianern. Der Spielertrainer des FC Fortis Hamburg Ali Yasar sprach davon, dass die ukrainischen Spieler erst eine Stunde vor Spielbeginn in Hohenstein-Ernstthal angekommen wären und kein Spieler nur ein Wort Deutsch konnte. Der deutsche Nationaltorwart habe das ganze Spiel auf der Ersatzbank verbracht. Yasar sprach von dubiosen Vorgängen. Sein Verein verzichtete allerdings auf einen Protest, da für alle Spieler eine Genehmigung vorlag.